# Чёрный кабинет

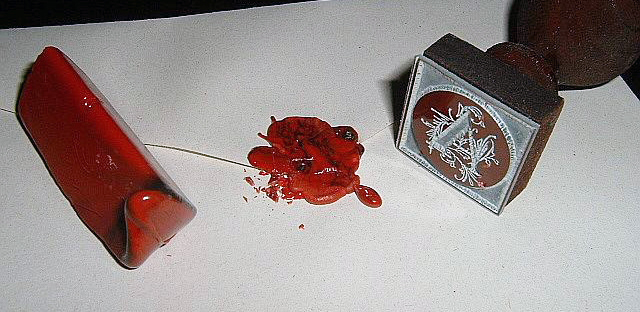
Сургучная печать должна была сделать вскрытие письма незаметным для адресата

Чёрный кабинет — орган, занимающийся перлюстрацией и дешифрованием корреспонденции; помещение, служащее для этих целей, обычно — тайная комната в почтовом отделении.
Название берёт начало от соответствующей французской службы (фр. Cabinet Noir).
Письма перлюстрировались со времён возникновения письменности.
Вслед за возникновением организованных почтовых служб в Европе, к XVII веку появились и организованные службы перлюстрации с дешифровальными отделениями.
В 1657 непосредственно в Акте об организации почтовой службы Оливер Кромвель пишет, что она будет:
… лучшим средством раскрывать и предотвращать опасные и злокозненные заговоры против общественного благосостояния.
Первая организация с наименованием «чёрный кабинет» появилась во Франции в XVII веке, а система действительно массовой перлюстрации корреспонденции была организована во Франции во время правления Людовика XV.
В XVIII веке «чёрные кабинеты» стали распространённым явлением в странах Европы.
Бурные политические события середины XIX века и развитие гражданского общества привели к ограничению власти европейских правительств и секретных органов надзора.
В июне 1844 года английское правительство объявило о прекращении перехвата переписки. В 1848 году закрылись австрийский и французский «чёрные кабинеты».
В 1911 году энциклопедия Британника писала, что «чёрные кабинеты» больше не существуют.
Фактически, в той или иной форме службы перлюстрации и дешифровки переписки существовали и в тот момент, и позже, несмотря на существующие законы о тайнe переписки. Так, американская служба дешифровки дипломатической переписки МИ-8, основанная после Первой Мировой войны, именовалась именно так англ. Black Chamber. Служба была временно закрыта в 1929 после заявления госсекретаря США «Джентльмены не читают чужих писем». Во время Первой мировой войны французский Cabinet Noir занимался дешифровкой немецких сообщений; именно здесь служил капитан Жорж Пенвен, раскрывший немецкий код ADFGVX.

## Франция

### Предыстория
В 1590 году французский король Генрих IV основал почтовую службу «Poste aux Lettres», перед которой была поставлена задача распечатывать, читать и повторно запечатывать письма для сбора информации об умонастроениях нации.
Осведомлённость публики о существовании подобной службы привела к использованию шифров в частной переписке, а это, в свою очередь, привело «Poste aux Lettres» к необходимости уметь взламывать новые системы шифров.
После того, как в 1628 году молодой писец Антуан Россиньоль дешифровал письма гугенотов из осаждённой крепости Ла-Рошель, кардинал Ришельё назначает его начальником «Счетной части» (фр. Cour des comptes) — дешифровального отделения.
Россиньоль становится первым профессиональным криптоаналитиком Франции, а на смертном одре Людовик XIII называет его «человек, от которого зависит благополучие моих подданных».
Россиньоль стал первым криптоаналитиком, прославившимся благодаря своему таланту. В его честь слагали оды, а Шарль Перро включил его биографию в книгу «Знаменитые люди Франции».
Вслед за Антуаном Россиньолем начальниками «Счетной части» были его сын и внук.

### Первый чёрный кабинет

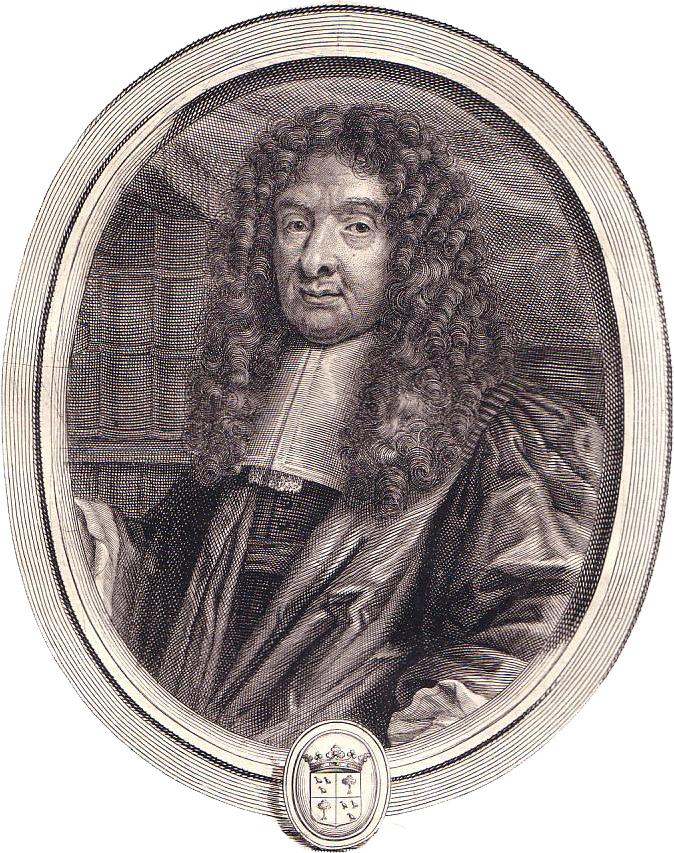
Антуан Россиньоль

В 1628 году, когда Ришельё запретил пересылку писем иначе как по почте и приказал устроить в помещении парижского почтамта специальную комнату для тайного просмотра писем, был организован первый «Чёрный кабинет» (фр. Cabinet Noir).
Существует также версия о том, что первая служба под названием Cabinet Noir была организована в 1668 году военным министром Людовика XIV Франсуа Лавуа, и уже вслед за этим название стало применяться к разнообразным организациям, занимающимся перлюстрацией и дешифровкой корреспонденции. Возглавляли работу «чёрного кабинета» Антуан Россиньоль и его сын Бонавентура. В царствование Людовика XIV слежка и почтовая цензура становятся частью возведённой в систему политической полиции. При новом короле местом работы Россиньоля становится комната, прилегающая к кабинету короля в Версале. Отсюда шёл поток дешифрованных сообщений, в немалой степени определяющих политику Людовика.
Современники были хорошо осведомлены о существовании «чёрного кабинета» для перлюстрации писем и поэтому из осторожности не касались в корреспонденции вопросов, составлявших государственную тайну. Об этом писал, например, герцог Сен-Симон в своих мемуарах, относящихся к концу XVII века.
Французский «чёрный кабинет» получил особое значение при Марк-Рене д’Аржансоне, который с 1697 года занимал пост генерал-лейтенанта полиции.
Его правление совпало с последними, наиболее тяжёлыми для страны годами правления Людовика XIV, военными поражениями и продовольственными волнениями в Париже. В этих условиях д’Аржансон значительно расширил систему слежки.
При Людовике XV многочисленный штат чиновников, работавших под наблюдением главного директора почты Жанеля, снимал оттиски с сургучных печатей, водяным паром расплавлял сургуч, вынимал письма из конвертов и читал их, снимая копии с тех писем, которые, по мнению цензоров, могли заинтересовать или развлечь короля и маркизу де Помпадур.
В 1775 году Людовик XVI заявил, что частная переписка является неприкосновенной, однако «чёрный кабинет» продолжает функционировать и далее — после Великой французской революции, и в Первой империи Наполеона I.

## Королевство Великобритания
Английский «чёрный кабинет» появился в 1655 году, когда Оливер Кромвель назначил Джона Терло, одного из организаторов секретной службы Парламента, Главным почтмейстером.
Терло организовал при почтовой службе тайную канцелярию (англ. Secret Office) для перлюстрации писем и привлёк к сотрудничеству лучшего математика Англии тех времён — Джона Валлиса.
Закон о почте 1711 года давал правительственным служащим право вскрывать любые письма на основании ордеров, которые они сами и выдавали.
С этого времени государственный секретарь просто направлял в почтовое ведомство списки всех, чья переписка должна была перлюстрироваться.
При этом один ордер мог включать сотни имён и иметь дополнительные требования вскрывать переписку не только поименованных персон, но также и их адресатов.
С 1765 года ордеры с списками дипломатов были заменены на общий ордер — «вскрывать дипломатическую переписку».
«Чёрный кабинет» был засекречен и официально о его существовании знали не более тридцати человек. Дешифрованная дипломатическая переписка доставлялась только королю и нескольким министрам, а переписка глав оппозиции доставлялась государственному секретарю (англ.: Parliamentary Under-Secretary of State).
В XVIII веке английский «чёрный кабинет» не имел своего помещения и чёткой организации.
Большинство сотрудников работало у себя дома, материалы пересылались посыльными, а старший дешифровальщик не являлся начальником над остальными.
В 1723 году два криптоаналитика английского «чёрного кабинета» свидетельствовали в палате лордов по делу о заговоре.
Оба они показали, что независимо друг от друга дешифровали переписку, и результаты дешифровки совпали.
Обвиняемый, епископ Эттербери, пытался поставить под сомнение достоверность дешифровки, и лорды проголосовали за предложение о том, что:

… по мнению палаты, любые вопросы дешифровальщику, которые могут привести к раскрытию способов или тайн дешифрования, противоречат общественной безопасности.

Английский «чёрный кабинет» прочитывал в среднем два или три шифрованных письма в неделю.
Его сотрудники успешно взламывали шифры Австрии, Турции, России, Франции и других государств.

## Другие европейские державы
В конце XVII — начале XVIII веков «чёрные кабинеты» появлялись один за другим практически во всех государствах Европы, в первую очередь как средство для контроля над дипломатической перепиской.

### Священная Римская империя — Австрия
Австрийская секретная служба (нем. Geheime Kabinets-Kanzlei) была одним из наиболее эффективных «чёрных кабинетов» в XVIII веке.
При штате в десять человек кабинет обрабатывал в среднем сотню писем за день благодаря системе разделения труда. Обрабатывалась дипломатическая почта, транзитная почта, письма, перехваченные полицией.
Письма вскрывали, растапливая печати над свечой, и отмечали порядок страниц.
Помощник директора просматривал письма и отбирал те, которые должны быть скопированы.
Длинные письма копировали под диктовку с использованием до четырёх стенографистов одновременно.
Письма на неизвестном помощнику директора языке передавались служащему, знакомому с этим языком.
Имелись переводчики с большинства европейских языков, а при возникновении систематической потребности в новом языке один из служащих срочно учил его.
После копирования письма опечатывались поддельными печатями и возвращались на почту в тот же день, дипломатическая переписка — в течение трёх часов.
Наиболее интересная информация направлялась директором кабинета заинтересованным лицам.
Зашифрованная корреспонденция подвергалась криптоанализу.
В Вене была разработана специальная система обучения и работы с персоналом.
Во избежание переутомления от умственной нагрузки австрийские криптоаналитики отдыхали каждую вторую неделю. Заработная плата была невысокой, но она удваивалась за вскрытие первого шифра, за вскрытие второго и последующих шифров выдавались значительные премии.
Поощрением служили также аудиенция у монарха.
Карл VI лично вручал премии сотрудникам своего «чёрного кабинета», а эрцгерцогиня Мария Терезия часто беседовала с ними о достижениях в криптоанализе.
К достижениям австрийских криптоаналитиков относится чтение шифрованной переписки Наполеона, Талейрана и множества других политических деятелей.
Барон Игнац Кох, директор венского «чёрного кабинета» с 1749 по 1763 годы, писал:

Это восемнадцатый шифр, который мы вскрыли в течение года… К сожалению, нас считают чересчур способными в этом искусстве, и мысль о том, что мы можем вторгнуться в их корреспонденцию, побуждает иностранные дворы непрерывно менять ключи, иначе говоря, посылать каждый раз более трудные в смысле дешифровки сообщения.

### Священная Римская империя — Нюрнберг
«Чёрный кабинет» в имперском городе Нюрнберге работал с 1680-х годов, времён войны Аугсбургской лиги, пытаясь проследить за французским влиянием на землях Священной Римской империи и в восточной Европе.
Благодаря привилегированному и практически монопольному положению почты Турн-и-Таксис во многих государствах, особенности почтовых потоков внутри этой организации в немалой мере привели к возникновению «чёрного кабинета» в Нюрнберге.
Именно в этом городе поток почты Турн-и-Таксис, шедший из Франции и Испанских Нидерландов, разделялся надвое — в северную и восточную Европу.
В Нюрнберге вся эта почта вскрывалась и копировалась имперскими властями при полном содействии семейства Турн-и-Таксис.

### Священная Римская империя — Брауншвейг
В Целле, резиденции герцога Брауншвейг-Люнебургского, начиная с 1693 года весь идущий из Нюрнберга на север почтовый поток копировался уже без такого содействия, в пользу английских и голландских друзей и союзников герцога.
На жалобу, поданную при дворе Императора представителем Турн-и-Таксис, герцог ответил, что вряд ли кто-либо может ожидать от него другого поведения в военное время.
Несмотря ни на что, французские дипломаты продолжали посылать письма через немецкие земли, уверенные в непревзойденности французской шифровальной службы.
Тем не менее, два профессиональных криптоаналитика на службе Брауншвейга с возможной, но не задокументированной, помощью Вильгельма Лейбница вскрыли немало таких шифров.
Конец активной работе целльского, а вслед за ним и ганноверского «чёрных кабинетов» был положен коммерческим вытеснением Турн-и-Таксис частными французскими и голландским почтовыми службами.
Почтовое агентство Амстердама не пожелало делиться пересылаемой через него почтой с «чёрными кабинетами» германских графств и герцогств, заявив, что это замедлит и удорожит доставку почты.

### Голландская Республика
То, в чём амстердамское почтовое агентство отказало немцам, оно предоставило великому пенсионарию Голландской республики.
Возникновение голландского «чёрного кабинета» во времена войны за испанское наследство является примером становления секретной организации под влиянием существования других.
В первые годы войны Голландская республика нередко перехватывала отправленные со своей территории письма дипломатов и шпионов.
Для дешифровки таких писем голландцы обращались за помощью в ганноверский и английский «чёрные кабинеты».
Когда значительный поток европейской дипломатической и коммерческой переписки сам пришёл в руки республики, для того, чтобы быстро извлекать представляющую интерес для Республики информацию и самостоятельно распоряжаться ею, понадобилась и соответствующая служба.
Первые годы амстердамский почтмейстер со своими служащими копировали почту, а большая часть дешифрования выполнялась по-прежнему в Ганновере. Однако неоднозначные отношения между союзниками все больше смещали центр тяжести на «чёрный кабинет» в Гааге.
Особенностями Голландской республики, влиявшими на работу «чёрного кабинета», были как большое количество людей, вовлечённых в принятие политических решений и состоявших в переписке по этому поводу, так и частное управление почтовыми отделениями до 1750 года.

### Королевство Дания
В Дании перлюстрация вошла в обиход во время датско-шведского противостояния конца XVII — начала XVIII веков.
Датский «чёрный кабинет» интересовался, как правило, исключительно дипломатической перепиской.
Информации о внутриполитических делах собиралась редко, в основном в ходе дворцовых интриг, и теми же способами, которые применялись к иностранной корреспонденции.
Из-за неспособности справляться с дешифровкой посланий систематическая перлюстрация фактически заглохла к 1760 году.
Это особо заметно на примере серий перехваченных писем, датируемых 1758, в которых клерки ставили пометки «одна страница шифра» вместо того, чтобы хотя бы переписать шифровку.

## Российская империя

### XVIII век
Eщё при Елизавете Петровне в России директором почт Бестужевым-Рюминым была налажена систематическая перлюстрация дипломатической корреспонденции. Петербургскому «почтовому амту» во главе с Ф. Ашем было вменено в обязанность вскрывать и копировать всю заграничную переписку зарубежных послов. Частные письма, пересекающие границу, по возможности вскрывались, но копировались только наиболее интересные, такие, как письма будущей императрицы Екатерины. Под контролем Бестужева-Рюмина, при коллегии иностранных дел вполне успешно действовала дешифровальная служба под началом Гольдбаха, секретаря Академии наук.
Примером успеха службы была дешифровка Гольдбахом 70 писем из переписки французского посланника Шетарди, что привело к срыву заключения Францией союза с Россией против Австрии, при этом сам посланник был принужден в суточный срок покинуть столицу. Работа перлюстраторов имела свои трудности. Петербургский почт-директор писал в рапорте:

… оный клей от пара кипятка, над чем письма я несколько часов держал, никак распуститься и отстать не мог. Да и тот клей, который под печатями находился (коли хотя я искусно снял), однако ж не распустился. Следовательно же, я к превеликому моему соболезнованию никакой возможности не нашёл оных писем распечатать без совершенного разодрания кувертов.

При Екатеринe II, когда дешифровальную службу после смерти Гольдбаха (официально с 1769 года) возглавил Франц Эпинус, а штат её вырос, объёмы как перлюстрации, так и дешифровки значительно увеличились. Нередко Екатерина II читала дешифрованные депеши дворов к послам в Санкт-Петербурге раньше их самих. В 1771 году только из переписки прусского посла было перехвачено 150 депеш, зашифрованных несколькими шифрами.
K этому времени вскрывалась уже вся зарубежная корреспонденция без исключения. В 1779 году императрица повелела секретно и постоянно доставлять ей из санкт-петербургского почтамта вскрытую корреспонденцию.
Формально датой организации российского «чёрного кабинета» можно считать 18 апреля 1794 года. В этот день Екатерина II секретным указом определила организацию службы перлюстрации во всероссийском масштабе. По её указу этой работой должны были заниматься чиновники Санкт-Петербургского почтамта и Рижской почтовой конторы. В 1795 году главный директор почт граф А. А. Безбородко предписывал почт-директору Литвы учредить «в губернских городах Минске и Изяславле секретныя Експедиции», для чего были направлены «четыре чиновника, знающие искусство перлюстрации» и дана одна из первых служебных инструкций, определяющая основные составляющие процесса перлюстрации: вскрытие писем, снятие копий или краткое изложение содержания, порядок направления выписок заинтересованным лицам.
С этого времени порядок перлюстрации регулировался тайными инструкциями.

### XIX—XX век
С восшествием на престол Александра I в деле перлюстрации произошла кратковременная либерализация. Согласно распоряжению нового императора «внутренняя корреспонденция, производимая между собою частными людьми… была отнюдь неприкосновенна и изъята от всякого осмотра и открытия». Это не означало полной отмены «чёрных кабинетов» (секретных экспедиций), поскольку «что лежит до внешней переписки, в перлюстрации оной поступать по прежним предписаниям и правилам без отмены».
К началу XIX века «чёрные кабинеты» действовали в Санкт-Петербурге, Москве, Риге, Бресте, Вильно, Гродно и Радзивилове. От чиновников требовали обращать внимание на дела о контрабанде, финансовые операции («ввоз ассигнаций»), а «также и о всем том, что вредно узаконениям и Государству вообще и частно», дабы «могли быть взяты надлежащие меры». Из указа об отмене внутренней перлюстрации в скором времени появились исключения, прежде закрытые «чёрные кабинеты» были восстановлены и организованы  новые. Государство особо заботилось о сохранении факта перлюстрации в тайне, «чтобы никто не боялся сообщать через почту мысли свои откровенным образом, дабы в противном случае почта не лишилась доверия, а правительство сего верного средства к узнанию тайны». С этой целью министр внутренних дел О. П. Козодавлев в 1813 году указывал все задержанные письма, копии и доклады, «когда надобность в них исчезнет», уничтожать «так, чтобы и следов сих дел не оставалось».
При Николае I служба была реорганизована, провинциальные отделения были закрыты, а штат центральных — увеличен. В 1829 году численность чиновников, занимавшихся перлюстрацией, составляла 33 человека, в том числе в Петербурге — 17, в Москве — 8, в Вильно — 4, в Тобольске — 4 человека. 
Но и к началу XX века масштабы секретной службы были невелики. «Чёрные кабинеты» существовали негласно, под прикрытием Цензуры иностранных газет и журналов при Главном управлении почт и телеграфов, а плату сотрудники получали из секретного фонда. К этому времени Россия подписала международную конвенцию о тайной частной переписке. Законодательством позволялась перлюстрация переписки только тех лиц, против которых велось уголовное дело, на что требовалось разрешение окружного суда, а за незаконную перлюстрацию предусматривалось уголовное наказание. 
В 1913 год в «чёрных кабинетах» Империи было вскрыто 372 тысяч писем и сделано из них 35 тысяч выписок. На этот момент перлюстрационные пункты существовали в Варшаве, Киеве, Москве, Одессе, Санкт-Петербурге, Харькове и, на сугубо секретном положении, в Тифлисе. Общее число чиновников-перлюстраторов составляло менее пятидесяти человек, ещё около тридцати почтовых работников принимали участие в отборе писем для перлюстрации.
При необходимости на почтамты, не имеющие собственных перлюстрационных пунктов, командировались чиновники петербургского «чёрного кабинета».
Иногда местные жандармские управления при помощи особо доверенных почтовых чиновников проводили перлюстрацию самостоятельно. Как правило, перлюстрационные пункты не работали напрямую с местными властями, соблюдая конспирацию. Так, если из перлюстрированной почты становилось известно о готовящихся политических акциях в Москве, докладная записка градоначальству с соответствующими выписками адресовалась на коммерческий почтовый ящик под псевдонимом «Анненковъ».
Перлюстрации подвергались письма «по наблюдению» (согласно списку адресов и лиц, составленному Департаментом полиции) и «по подозрению».
Письма попадали под подозрение, в первую очередь, на основании почерка автора на конверте. В связи с этим чиновники, занимавшиеся перлюстрацией, должны были изучать каллиграфию. Требовалось также знание по меньшей мере трёх европейских языков.

## Советский Союз

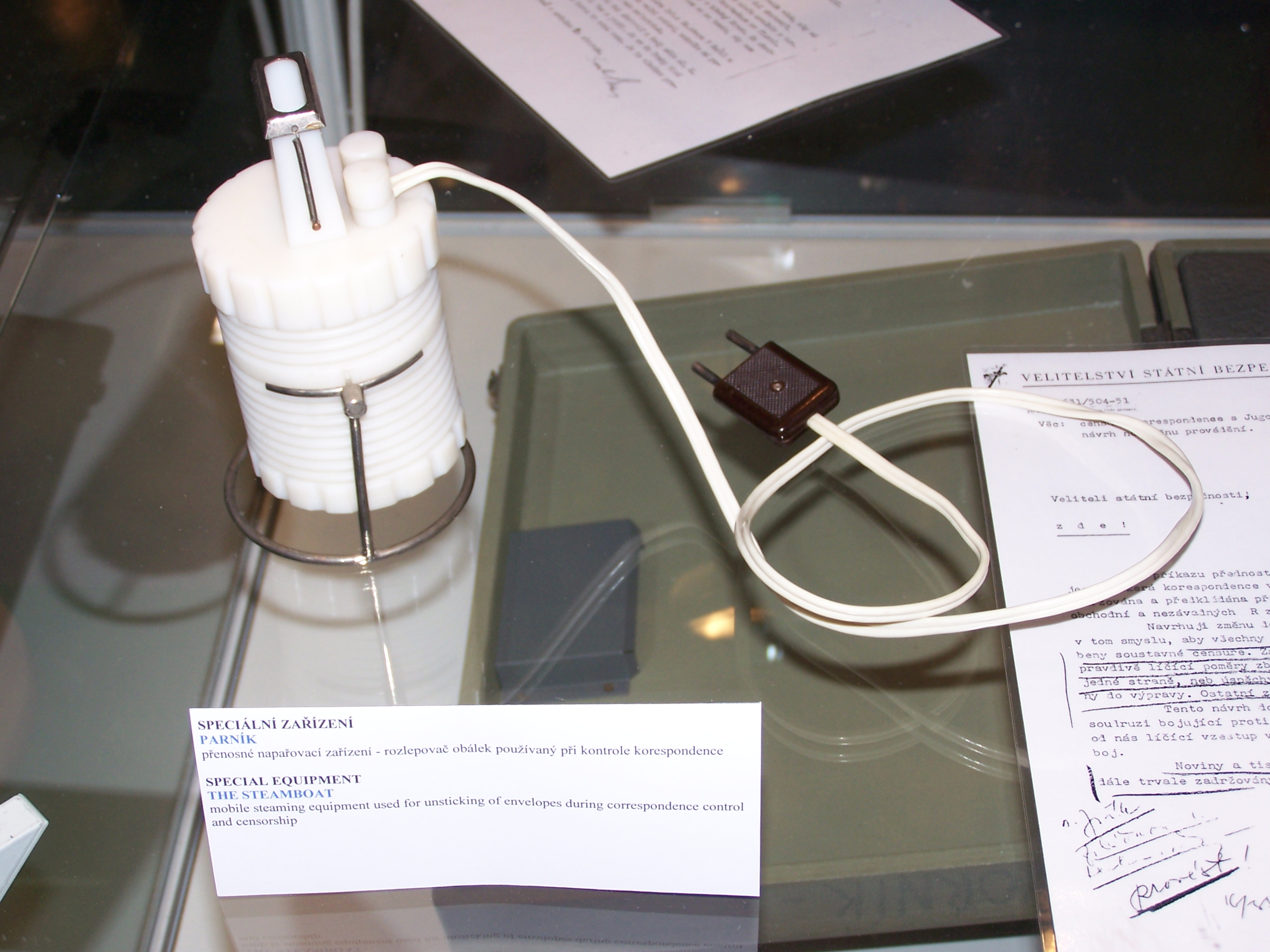
Паровое устройство для вскрывания конвертов производства Чехословакии.

В СССР перлюстрация, как и деятельность спецслужб в целом, приобрела намного больший размах.
Отдел политконтроля ВЧК, образованный 21 декабря 1921 года при Секретно-оперативном управлении, занимался перлюстрацией почтово-телеграфной корреспонденции.
Уже осенью 1922 года политконтроль корреспонденции проводился ГПУ (преемником ВЧК) в почтовых учреждениях в 120 городах РСФСР.
Запрещалась перлюстрация корреспонденции ведущих партийных и государственных деятелей, органов печати и дипломатической почты.
За один лишь август 1922 года работники политконтроля проверили 135 000 из 300 000 поступивших в РСФСР из-за границы почтовых отправлений и подвергли цензуре все 285 000 писем, отправленных из РСФСР за границу.
В 1925 году отдел был соединён с Информационным отделом в Отдел информации и политконтроля, который в 1931 году влился в Секретно-политический отдел.
В начале 1930-х годов служба политконтроля проверяла всю международную и внутреннюю корреспонденцию иностранцев, проживавших на территории СССР, все почтовые отправления, поступившие до востребования, корреспонденцию конкретных лиц по спискам оперативных и других подразделений ОГПУ, в период коллективизации — письма, посланные из сельской местности в армию и на флот, и т. п.
В последующие годы в СССР лишь увеличилась работа по перлюстрации. Особый размах эта деятельность получила в 1983 году, когда было увеличено число число сотрудников спецслужб, занимавшихся перлюстрацией.

## В современной России
21 июля 2009 года вступил в силу приказ министра связи и массовых коммуникаций Российской Федерации «Об утверждении Требований к сетям и средствам почтовой связи для проведения оперативно-розыскных мероприятий».
В приказе расписано, какие услуги должны предоставлять на почте ведущим розыск восьми ведомствам: МВД России, ФСБ России, ФСО России, СВР России, ФТС России, ФСИН России и ФСКН России. Среди услуг можно особенно выделить обязанность почтовых служб предоставлять ведущим розыск чиновникам особые помещения.